# 皆月
『皆月』（みなづき）は、望月六郎監督、奥田瑛二主演の日本映画である。1999年日活系ほかで公開。
1998年、第19回吉川英治文学新人賞を受賞した花村萬月の同名小説が原作。この映画で第9回日本映画プロフェッショナル大賞主演女優賞や第21回ヨコハマ映画祭助演女優賞を吉本多香美が受賞した。この映画では吉本のヌードを伴う濡れ場が話題となった。

## 出演者
- 奥田瑛二 - 諏訪
- 北村一輝 - アキラ
- 吉本多香美 - 由美
- 荻野目慶子 - 諏訪の妻・沙夜子
- 柳ユーレイ
- 斎藤暁 - 養鶏業者
- 篠原さとし

## ストーリー
「みんな月でした。がまんの限界です。さようなら」という手紙を残し去ってしまった妻を追って、冴えない中年の男と義理の弟、そして知り合ったばかりのソープ嬢がともに暮らし始め、そして旅に向かう…。

## テーマ曲
- 早く抱いて - 山崎ハコ（作詞・作曲 - 下田逸郎）